# Terpsiphone rufiventer
El monarca colilargo ventrirrojo (Terpsiphone rufiventer) es una especie de ave paseriforme de la familia Monarchidae África occidental y central.

## Descripción
Es un ave de tamaño mediano, el macho adulto mide unos 17 cm de largo, pero las largas plumas timoneras modificadas casi duplican su longitud. Su cabeza es negra, y el resto de su plumaje es castaño, excepto por una prominente franja negra en el ala. La hembra es menos llamativa y no posee las timoneras modificadas de la cola. Los ejemplares juveniles son totalmente marrones.
En ciertas zonas los machos poseen variaciones apreciables en cuanto a su plumaje. Existe un morfismo de la especie en el cual las porciones castañas del plumaje del macho toman el color blanco, y en algunas razas las largas timoneras modificadas de la cola son negras.  Terpsiphone viridis, se encuentra muy relacionado con esta especie, y los ejemplares híbridos poseen las zonas inferiores con una mezcla de negro y rojo.

## Comportamiento
El monarca colilargo ventrirrojo es un ave ruidosa con una llamada zweet corta. Sus patas son cortas y se sienta en una postura erguida en las ramas. Es una especie insectívora, a menudo cazando en vuelo.  La puesta consiste de un par de huevos los cuales deposita en un pequeño nido en forma de taza construido en un árbol.

## Distribución y hábitat
Se lo encuentra en la zona tropical de África occidental al sur del desierto del Sahara. Es un residente común que se reproduce en la región. Su hábitat natural son los bosques espesos tropicales y subtropicales.